# Sint-Pieterskapel (Saint-Valery-sur-Somme)
De Sint-Pieterskapel (Frans: Chapelle Saint-Pierre) is een kapel in de tot het Franse departement Somme behorende stad Saint-Valery-sur-Somme.

## Geschiedenis
Deze kapel werd opgericht in 1723 opdat de zeelieden in de benedenstad een eigen parochie zouden krijgen. Hij werd gebouwd met een combinatie van silex, kalksteen en baksteen, gerangschikt in een patroon. Het dakruitertje is een verkleinde uitgave van het in 1786 door een storm verdwenen torentje op het dak van de Sint-Maartenskerk.
De kapel is onttrokken aan de eredienst en fungeert als ruimte voor tijdelijke tentoonstellingen.